# ليك شور
ليك شور (بالإنجليزية: Lake Shore, Minnesota)‏ هي مدينة تقع في ولاية مينيسوتا في الولايات المتحدة. تبلغ مساحة هذه المدينة 47.01 (كم²)، وترتفع عن سطح البحر 379 م، بلغ عدد سكانها 1004 نسمة في عام 2010 حسب إحصاء مكتب تعداد الولايات المتحدة.

## التركيبة السكانية
قام مكتب تعداد الولايات المتحدة بتحديد بيانات التركيبة السكانية لليك شورفي تعداد الولايات المتحدة. في ما يلي، التركيبة السكانية حسب تعدادي 2000 و2010.

### تعداد عام 2000
بلغ عدد سكان ليك شور 966 نسمة بحسب تعداد عام 2000، وبلغ عدد الأسر 436 أسرة وعدد العائلات 327 عائلة مقيمة في المدينة. في حين سجلت الكثافة السكانية 75.5 نسمة لكل ميل مربع (29.2/كم2). وبلغ عدد الوحدات السكنية 858 وحدة بمتوسط كثافة قدره 67.1 نسمة لكل ميل مربع (25.9/كم2).
وتوزع التركيب العرقي للمدينة بنسبة 98.76% من البيض و 0.41% من الأمريكيين الأصليين و 0.10% من الأمريكيين ذوي الأصول الآسيوية و 0.62% من عرقين مختلطين أو أكثر.
بلغ عدد الأسر 436 أسرة كانت نسبة 18.3% منها لديها أطفال تحت سن الثامنة عشر تعيش معهم، وبلغت نسبة الأزواج القاطنين مع بعضهم البعض 70.0% من أصل المجموع الكلي للأسر، ونسبة 3.0% من الأسر كان لديها معيلات من الإناث دون وجود شريك، وكانت نسبة 25.0% من غير العائلات. تألفت نسبة 20.6% من أصل جميع الأسر من أفراد ونسبة 7.1% كانوا يعيش معهم شخص وحيد يبلغ من العمر 65 عاماً فما فوق. وبلغ متوسط حجم الأسرة المعيشية 2.54، أما متوسط حجم العائلات فبلغ 2.22.
بلغ العمر الوسطي للسكان 49 عاماً. وكانت نسبة 16.4% من القاطنين تحت سن الثامنة عشر، وكانت نسبة 3.5% بين الثامنة عشر والأربعة وعشرون عاماً، ونسبة 22.9% كانت واقعةً في الفئة العمرية ما بين الخامسة والعشرون حتى والأربعة وأربعون عاماً، ونسبة 37.6% كانت ما بين الخامسة والأربعون حتى الرابعة والستون، ونسبة 19.7% كانت ضمن فئة الخامسة والستون عاماً فما فوق. يوجد لكل 100 أنثى 113.7 ذكر، ويوجد لكل 100 أنثى في الثامنة عشر من عمرها فما فوق 114.3 ذكر.
بلغ متوسط دخل الأسرة في المدينة 51,500 دولار، أما متوسط دخل العائلة فبلغ 56,563 دولار. وكان متوسط دخل الذكور 41,319 دولار مقابل 24,688 دولار للإناث. وسجل دخل الفرد الخاص بالمدينة 33,387 دولار. وكانت نسبة 2.5% من العائلات ونسبة 4.5% من السكان تحت خط الفقر، وكان من هؤلاء نسبة 2.6% تحت سن الثامنة عشر ونسبة 7.3% في الخامسة والستين من العمر وما فوق.

### تعداد عام 2010
بلغ عدد سكان ليك شور 1,004 نسمة بحسب تعداد عام 2010، وبلغ عدد الأسر 451 أسرة وعدد العائلات 322 عائلة مقيمة في المدينة. في حين سجلت الكثافة السكانية 79.1 نسمة لكل ميل مربع (30.5/كم2). وبلغ عدد الوحدات السكنية 1,019 وحدة بمتوسط كثافة قدره 80.2 لكل ميل مربع (31.0/كم2).
وتوزع التركيب العرقي للمدينة بنسبة 99.0% من البيض و 0.1% من الأمريكيين الأصليين و 0.1% من الأمريكيين ذوي الأصول الآسيوية و 0.3% من الأمريكيين الأفارقة و 0.4% من عرقين مختلطين أو أكثر.
بلغ عدد الأسر 451 أسرة كانت نسبة 19.3% منها لديها أطفال تحت سن الثامنة عشر تعيش معهم، وبلغت نسبة الأزواج القاطنين مع بعضهم البعض 65.4% من أصل المجموع الكلي للأسر، ونسبة 3.1% من الأسر كان لديها معيلات من الإناث دون وجود شريك، بينما كانت نسبة 2.9% من الأسر لديها معيلون من الذكور دون وجود شريكة وكانت نسبة 28.6% من غير العائلات. تألفت نسبة 23.9% من أصل جميع الأسر من أفراد ونسبة 8.7% كانوا يعيش معهم شخص وحيد يبلغ من العمر 65 عاماً فما فوق. وبلغ متوسط حجم الأسرة المعيشية 2.60، أما متوسط حجم العائلات فبلغ 2.23.
بلغ العمر الوسطي للسكان 51.5 عاماً. وكانت نسبة 17.4% من القاطنين تحت سن الثامنة عشر، وكانت نسبة 3.2% بين الثامنة عشر والأربعة وعشرون عاماً، ونسبة 19.5% كانت واقعةً في الفئة العمرية ما بين الخامسة والعشرون حتى والأربعة وأربعون عاماً، ونسبة 36.3% كانت ما بين الخامسة والأربعون حتى الرابعة والستون، ونسبة 23.9% كانت ضمن فئة الخامسة والستون عاماً فما فوق. وتوزع التركيب الجنسي للسكان بنسبة 52.7% ذكور و47.3% إناث.

## وصلات خارجية
- The US50 - Cities and Towns in Minnesota State